# Уильям де Валенс, 1-й граф Пембрук
Уильям де Валенс или Уильям де Валанс (фр. Guillaume de Valence, англ. William de Valence) или Гийом де Лузиньян (фр. Guillaume de Lusignan; после 1225 — 16 мая 1296) — сеньор де Валенс, де Беллак, де Ранкон и де Шампаньяк, 1-й барон Уэксфорд с 1247 года, 1-й граф Валенс/граф Пембрук ранее 1264 года, сын Гуго X де Лузиньяна, графа де Ла Марш, и Изабеллы, графини Ангулема.
Будучи единоутробным братом короля Генриха III и не имея больших владений во Франции, Уильям перебрался в Англию, где король женил его на богатой наследнице. Благодаря браку Валенс получил часть владений графов Пембруков, включая замок Пембрук, однако попытки расширить наследство привели к конфликтам с представителями могущественных родов Клеров и Богунов, которым достались другие части наследства Пембруков.  Постепенно Уильям, который по месту рождения получил прозвание Валенс, приобрёл большое влияние при королевском дворе, однако родственникам королевы (жены Генриха III) постепенно удалось оттеснить его от активного влияния на английскую политику. После принятия в 1258 году так называемых «Оксфордских провизий» был вынужден отправиться в изгнание, которое продлилось до 1261 года.
Во время Второй баронской войны королю удалось перетянуть Валенса на свою сторону, и до окончания войны он сохранял лояльность королю. В это время он сблизился с наследным принцем Эдуардом. Валенс вместе с принцем принимал участие в Девятом крестовом походе, а после того как Эдуард стал королём под именем Эдуарда I, занимал видное место при королевском дворе. Также Валенс был одним из командующих во время королевских кампаний в Гаскони и Уэльсе, а также выполнял различные дипломатические миссии.
Валенс умер в 1296 году, ему наследовал третий сын Эмар де Валенс.

## Биография

### Молодые годы
Точный год рождения Уильяма неизвестен. Вероятно, произошло это после 1225 года. Ф. Р. Льюис, исследовавший биографию Уильяма, предположил, что тот родился между 1227 и 1231 годами. Родился он, вероятно, в цистерианском аббатстве Валанс в поселении Куш в 20 милях к югу от Пуатье, с чем связано взятое им родовое прозвище «de Valence». Уильям был четвёртым из пяти сыновей Гуго X де Лузиньяна и графини Изабеллы Ангулемской, вдовы короля Англии Иоанна Безземельного.

Герб Уильяма де Валенса до присвоения ему титула графа Пембрука

В 1241—1242 годах родители Уильяма восстали против короля Франции. Восстание было поддержано и королём Англии Генрихом III, сыном Изабеллы Ангулемской от первого брака, но было подавлено и имело катастрофические последствия для Лузиньянов. В результате в марте 1242 года граф Гуго X был вынужден разделить свои владения между сыновьями. Уильям при этом получил Монтиньяк в Ангулемском графстве и Беллак и Шампаньяк в графстве Ла Марш. Из-за восстания отца перспективы младших сыновей Гуго во Франции выглядели туманными. В 1246 году умерла мать Уильяма, Изабелла Ангулемская. Сам Уильям в июне 1246 года ещё не достиг совершеннолетия.
Последовавшее в 1247 году приглашение от короля Англии Генриха III поступить к нему на службу оказалось для младших Лузиньянов выходом из сложившейся ситуации. Так что Уильям вместе с братьями Ги и Эмаром и сестрой Алисой отправился в Англию. Они все прибыли в Дувр вместе с папским легатом Гульельмо, епископом Сабины. Старшие же братья Уильяма, Гуго и Жоффруа, получили от короля пенсион и возвратились домой.

### Женитьба и титул
Основной причиной, по которой король Генрих III пригласил в Англию своих единоутробных братьев, была попытка создать среди пуатевинцев противовес французским королям, чтобы защитить Гасконь. Кроме того, он таким образом укреплял английскую королевскую семью.
Уильям, который к тому моменту был очень молод, хотя и был посвящён в рыцари, из троих братьев добился наиболее высокого положения. Вскоре после прибытия в Англию в 1247 году, не позже 13 августа, Уильям женился на Джоан де Мунченси, дочери Уорена де Мунченси, барона Сванскомба. Жена Уильяма де Валенса была богатой наследницей. Её мать, Джоан Маршал, была дочерью Уильяма Маршала, 1-го графа Пембрука. После смерти её последнего брата, Ансельма, 6-го графа Пембрука, в 1245 году его владения были разделены на 5 частей, которые достались наследникам его пяти сестёр, а сам титул графа Пембрука вернулся к короне. Джоан Маршал к тому времени умерла, Джоан де Мунченси была её единственным выжившим ребёнком. Эти владения, включая замок Пембрук, Уильям де Валенс получил в день брака. Кроме того, ему были дарованы владения в Уэксфорде (Ирландия). До 1258 года Уильям получил ряд других богатых владений в Англии, включая замок Годерих, должность хранителя поместий Бейфорд и Эссендон, а также стал констеблем замка Хартфорд. В 1251 году находившиеся под его управлением Бейфорд, Эссендон и Хартфорд были преобразованы в маноры. Также ему была выделена рента в 500 марок. Также были выделены дополнительные 500 марок, выплату которых в итоге было решено заменить владениями. Из пуатевинских владений Уильям 22 августа 1248 года уступил Монтиньяк своему старшему брату Жоффруа.

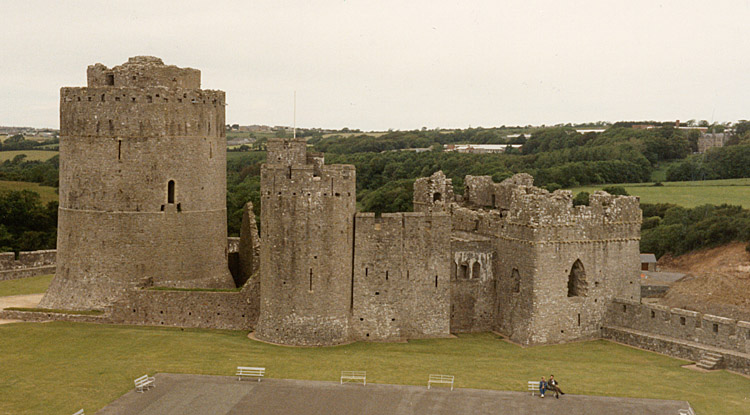
Замок Пембрук

Вскоре амбиции Уильяма возросли, и он стал бороться за возрождение положения прежних графов Пембрука, что привело к конфликтам с представителями могущественных родов Клеров и Богунов, которым достались другие части наследства Маршалов. Неизвестно, был ли ему когда-нибудь присвоен этот титул, однако как мужа и защитника наследства Джоан де Мунченси его нередко называли «графом Пембрука». Возможно, что он потребовал себе графский титул как часть приданого жены. В официальных документах начиная примерно с 1251 года его иногда называют графом, прибавляя к этому прозвание Валенс. До 1264 года хронисты не называют его графом Пембрука, да и до самой смерти он чаще всего упоминается как «сэр Уильям де Валенс, брат (а после смерти Генриха III — дядя) короля». Кроме того, его сын и наследник Эмар де Валенс, до смерти матери, вероятно, действительно носившей титул графини Пембрук, тоже не упоминался с титулом графа Пембрука. По мнению исследователей, его титул графа Пембрука был номинальным, а его близкое родство с королём сделало необходимость формального признания за ним титула ненужной. Титул барона и пэра он получил или в 1251 году, или ближе к 1264 году. При этом иностранное происхождение Уильяма и полученное им богатое приданое делало его непопулярным в Англии. Позже его непопулярность была усилена гордостью и жестокостью.
На печати и в большинстве актов Валенс назван «лорд Пембрук». Однако управление судом Пембрука, возможно, привело к тому, что в документах конца 1280-х и в 1290-х годов он стал упоминаться как граф. Кроме того, в 1295 году Эдуард I, вероятно, вызывал Валенса в парламент как графа.
Также Валенс вёл борьбу за наследство Мунченси, доставшееся Уильяму де Мунченси, единокровному брату Джоанны, ненавидевшей брата. Спор достиг апогея в 1289 году, когда Валенс, поддерживаемый женой, неудачно попытался лишить наследства Дионисию, дочь умершего Уильяма де Мунченси.

### Последующие годы
Первые 10 лет в Англии Уильям по большей части проводил при дворе, однако его влияние на короля в этот период было не очень большим. 13 октября 1247 года в Вестминстерском аббатстве Уильям был повторно посвящён Генрихом III в рыцари. До 1249 года он постоянно участвовал в различных рыцарских турнирах. Несмотря на свой «нежный возраст» и небольшую силу, его стремление победить в различных турнирах было велико. Однажды, стремясь провести поединок в Нортгемптоне, он нарушил прямой приказ короля. 4 марта 1248 года Уильям принял участие в турнире в Ньюбери, в 1269 году победил на турнире в Брекли. Позже он сохранял страсть к турнирам, разыскивая на континенте лучших лошадей.
2 октября 1249 года Уильям был назначен послом во Францию. 6 марта 1250 года Уильям, как и король Генрих III, в Большом зале Вестминстера принял крест, однако в крестовый поход они так и не отправились. Некоторые приготовления к участию в походе Уильям сделал, чтобы обосновать обещанные за участие в нём папой 2200 марок (часть из них были выплачены к середине 1250-х годов), но в ноябре 1251 года король закрыл все порты, чтобы помешать кому-то из англичан отправиться в поход на выручку к королю Людовику IX.
В 1250 году во время крестового похода погиб его отец, граф Гуго X. В результате Уильям получил в качестве наследства 20 тысяч марок дохода. В 1252 году в связи с восстанием в Гаскони вес Лузиньянов на некоторое время вырос. В январе Уильям участвовал в заседании королевского совета, на котором рассматривались претензии к Симону де Монфору на посту лейтенанта Гаскони. С этого времени Уильям стал вести себя высокомерно и ссориться с магнатами, будучи уверенным, что наказания от короля за это не будет. В октябре 1252 года он совершил набег на владения епископа Илийского в Хартфорде. В это время, по сообщению Матвея Парижского, двор разделился на партии, поддерживающие савойяров (родственников Элеоноры Прованской, жены короля) и пуатевинцев (Лузиньянов). В конце года присоединился к своему брату Эмару, выбранному епископом Уинчестера, в нападении на дворец архиепископа Кентерберийского Бонифация Савойского.
В 1253 году Уильям снова отправился во Францию, сопровождая Ричарда де Клера, 5-го графа Хартфорда и 2-го графа Глостера, сына которого, Гилберта, сватали к Алисе де Лузиньян, племяннице Уильяма. Благодаря этому браку Уильям оказался в союзе с графом Глостером. Во Франции Уильям также принял участие в турнире, но проиграл и был высмеян французами «за изнеженность».
В октябре 1253 года Уильям сопровождал короля Генриха III в Гасконь, где Лузиньяны для военной кампании предоставили больше 100 рыцарей. Уильям помог урегулировать пограничный конфликт в Бержераке и Женсаке, а также вынести решение в споре между Симоном де Монфором и виконтом Гастоном Беарнским. В дальнейшем он попытался добиться от короля выделения ему земель, но король отделался обещанием опеки. Зимой 1254 года Валенс сопровождал короля в возвращении в Англию через Париж.
В 1255 году умер Уорен де Мунченси, тесть Уильяма, после чего король, выполняя ранее данное обещание, предоставил Валенсу опеку над единокровным братом жены, Уильямом де Мунченси.
В 1255—1257 годах Валенс продолжал оставаться в близком окружении короля, однако более старшим савойярам удалось его оттеснить от активного влияния на английскую политику. В сентябре 1255 года Уильям сопровождал короля в путешествии на север, где взял на себя небольшую часть переговоров относительно малолетства короля Шотландии Александра III. Месяц спустя в Виндзоре засвидетельствовал документ о принятии королём «сицилийского вопроса». В январе 1256 года король приказал Валенсу консультировать его по Гаскони только тогда, когда это будет целесообразно. Возможно, что в вопросе о принятии германской короны Ричардом Корнуольским, братом короля, которое состоялось в Рождество 1256 года, Уильям де Валенс оказывал самое непосредственное влияние.

### Конфликт с баронами

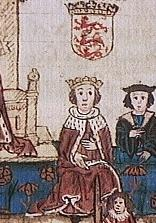
Лливелин ап Грифид приносит присягу Генриху III. Миниатюра из рукописи. Сверху — герб Гвинеда

В 1256 году неожиданно вспыхнул пограничный конфликт с валлийским правителем Лливелином ап Грифидом. В это время вырастает влияние Уильяма как одного из лордов Валлийской марки, поскольку его владения в марке оказались под угрозой набегов валлийцев. С весны 1257 года жителям Пембрука приходилось бороться против валлийцев в Кармартене, однако сам Уильям в это время находился при английском дворе, где 10 апреля он засвидетельствовал ордонанс по домашним хозяйствам. В августе он присоединился к компании короля в Деганви, которая закончилась безрезультатно. По сообщению хрониста Джона из Уоллингфорда, Валенс во время этого похода поссорился с Хамфри де Богуном, графом Херефордом.
В апреле 1258 года закончилось перемирие с Лливелином ап Грифидом, после чего валлийцы совершили набег на непосредственные владения Валенса в Марке. Уильям на заседании парламента пожаловался на это, а после того как король указал на то, что Валенс мог потратить некоторую часть своего богатства, чтобы покарать напавших, обвинил Симона де Монфора, графа Лестера, и Ричарда де Клера, графа Глостера, в предательстве. Король попытался примирить баронов, но отношения между ними и так уже были испорчены: в 1257 году Валенс захватил во владениях Монфора добычу, однако управляющий смог вернуть захваченное, что вызвало гнев Уильяма. Всё это ускорило заключение обоими баронами и в союзе с пятью другими магнатами договора о взаимной поддержке, который привёл к движению за баронскую реформу и падению Лузиньянов.

### Движение за баронскую реформу и изгнание Валенса
Плохое управление Генриха III, считавшего, что он может делать всё, что ему хочется, и засилье при его дворе иностранцев вызывали недовольство баронов. Их попытки добиться реформ ни к чему не привели. В результате возникло движение за баронскую реформу, во главе которого стали Симон де Монфор, граф Лестер, и Ричард де Клер, граф Глостер и Херефорд. На встрече с королём в апреле 1258 года Симон де Монфор выразил королю возмущение наглостью пуатевинцев в целом и Уильяма де Валенса в частности. В июне в Оксфорде состоялось заседание парламента, получившего название «Безумного». На нём королю была представлена петиция — так называемые «Оксфордские провизии», по которым от короля потребовали полного соблюдения «Великой хартии вольностей» 1215 года. Для проведения реформы был назначен совет из 24 баронов. Король с сыном, принцем Эдуардом, был вынужден принять требования баронов, поклявшись исполнить их, однако Лузиньяны отказались сделать это.
Уильям де Валенс со своими сторонниками в конце месяца бежали, укрывшись в замке Вулвси, принадлежавшем епископу Эмару Уинчестерскому, брату Уильяма. Однако уже 5 июля они вынуждены были сдаться. Поскольку Валенс не захотел принять провизии, он был вынужден отправиться 14 июля в изгнание. Ему в счёт его владений был назначен пансион в 3000 марок (1500 марок позже были конфискованы).

### Жизнь в изгнании
Уильям с братьями отправился в Булонь, где им удалось избежать столкновения с Генри де Монфором, сыном графа Лестера. Несмотря на противодействие Маргариты Прованской, жены короля Франции Людовика IX, которая приходилась сестрой жене Генриха III, король Людовик разрешил Лузиньянам проезд в Пуату через Францию. Жене Уильяма, которая была разгневана предпринятыми против неё советом финансовыми ограничениями, разрешили присоединиться к мужу в апреле.
Позже Уильям попытался переправить контрабандой из Англии свои деньги. В ноябре 1258 года был арестован его стюарт, Уильям де Бюссе, когда он попытался возвратиться обратно. В следующем месяце стюарт вместе с бейлифами Валенса были заключены в тюрьму.
В Пуату Уильям первоначально попытался укрепиться. 2 марта 1259 года он купил владения в Лиможе, а затем снова приобрёл Монтиньяк у своего брата. В это время он называл себя бароном Валенса и Монтиньяка. 7 и 14 октября он добился отмены прав, предоставленных аббатству Шарруа. Однако скоро он оказался вовлечён в заговор по возвращению в Англию.
В декабре в Париже Уильям тайно встретился с Симоном де Монфором, который к этому времени поссорился с остальными баронами. Здесь они, вероятно, под влиянием короля, уладили свои разногласия и подготовились к возвращению Валенса к власти при поддержке нового союзника Монфора, принца Эдуарда. Их планам помешал отказ Эдуарда, однако союз Монфора и Валенса остался в силе. С августа по ноябрь 1260 года Валенс по приказу Эдуарда оборонял Лурд и Тарб в Бигорре для Монфора, претендовавшего на графство Бигорр, от другого претендента, Эскивы IV де Шабана. На заключении перемирия с Шабаном 2 октября в Тарбе Валенс представлял интересы Монфора. 27 ноября Валенс встречался с принцем Эдуардом в Париже, вероятно, вновь пытаясь обсудить своё возвращение, но 4 декабря умер брат Уильяма, Эмар, что вызвало новую отсрочку.

### Возвращение в Англию и баронская война
В 1261 году Генрих III  отказался соблюдать Оксфордские провизии. Благодаря этому Уильям де Валенс получил возможность вернуться в Англию. Вначале было неясно, кого он будет поддерживать, поэтому 27 марта король попытался воспрепятствовать его возвращению с принцем Эдуардом, находившимся тогда в оппозиции. Валенс прибыл в Англию около 24 апреля, высадившись вместе с принцем Эдуардом. Вероятно, это было согласовано с мятежными баронами, выступавшими против восстановления Генрихом III всей полноты власти. Возможно, что Валенс заигрывал с оппозицией, стараясь обеспечить себе наиболее благоприятные условия при дворе против конкурентов-савойяров. Но король достаточно быстро переманил его на свою сторону, приняв его 30 апреля в Рочестере, примирившись с ним и возвратив все владения.
Всю вторую половину 1261 года Валенс был занят восстановлением своего состояния. В 1262 году он часто появляется при дворе, однако стараниями савойяров его влияние было невелико. Он так и не смог добиться прощения для своих людей, а также до марта 1263 года так и не смог получить компенсацию за своё изгнание.
В июле 1262 года Валенс сопровождал Генриха III и его племянника Генриха Алеманского (сына Ричарда Корнуольского) в поездке во Францию, целью которой была окончившаяся неудачно попытка примирения с Гилбертом де Клером, сына покойного графа Глостера, наследовавшего отцу. В августе Валенс покинул короля, возможно, в результате ссоры, поскольку, несмотря на приказ 14 октября присоединиться к нему во Франции, Уильям ещё 11 ноября был в Лондоне. 10 октября король передал Валенсу часть доходов от земель Клеров, которые в июле 1263 года были увеличены до 500 фунтов, кроме того, ему было обещано, что в сентябре выплаты будут увеличены ещё на 500 фунтов. В итоге королю удалось добиться того, что Валенс не стал поддерживать восстание Клера, Генриха Алеманского и Симона де Монфора в 1263 году. Это предательство вызвало негодование графа Глостера.
Во время последующей части баронской войны Валенс сохранял лояльность королю. В феврале 1263 года Уильям представлял короля в Париже, пытаясь обеспечить выполнение от Людовика IX уступок, на которые тот пошёл. Далее он был в Пуату, где от имени короля принимал оммаж от виконта Тюренна и ряда других сеньоров. В октябре Валенс сопровождал Генриха III в Булонь для встречи с Людовиком IX. В это же время он стал хранителем Кресси.
Во время войны против Монфоров в 1264 году Валенс нередко участвовал в битвах в составе армии, возглавляемой принцем Эдуардом. В частности, он принимал участие в битве при Нортгемптоне 5 апреля 1264 года. В битве при Льюисе 14 мая Валенс находился вместе с Джоном де Варенном, графом Сурреем, в правом крыле отряда принца Эдуарда. После поражения Валенсу вместе с Варенном и Жоффруа де Лузиньяном удалось бежать в замок Певенси, откуда он отбыл на континент. Его земли были конфискованы, Пембрук был отдан графу Глостеру и Хамфри де Богуну Младшему.
Валенс вернулся в Англию в следующем году, высадившись в мае 1265 года вместе с Джоном де Варенном и многими представителями дома Лузиньянов. Известие о высадке армии раздуло восстание против Монфора, которого покинуло несколько баронов. Кроме того, в это время был организован побег из заключения принца Эдуарда, ставшего центром роялистского восстания против Монфоров, к которому стали стекаться недовольные. Присоединился к Эдуарду и Валенс со своей армией. Он участвовал во внезапной атаке на Симона де Монфора Младшего в Кенилворте и в битве при Ившеме, в которой армия Симона де Монфора потерпела сокрушительное поражение, а сам он был убит.
В дальнейшем Варенн принимал участие в осаде неприступного замка Кенилворт, в котором укрепились остатки сторонников Монфора, а в мае 1266 года с Джоном де Варенном участвовал в наказании мятежников в Бери-Сент-Эдмендс.
За участие в борьбе против Монфора Валенс был хорошо вознаграждён землями, конфискованными у сторонников графа Лестера, в частности, он получил земли Хамфри Богуна Младшего, Роджера Бертрама и Уильяма де Мунченси. Он не участвовал в составлении «Кенилвортского заключения», наоборот, Валенс выступал против его него, его резкость подтолкнула Мунченси к продолжению восстания. Участвуя в захвате земель мятежников, Валенс неоднократно сталкивался с графом Глостером, владения которого не были конфискованы из-за того, что тот в своё время перешёл на сторону принца Эдуарда. В 1269 году Валенс объединился с Джоном де Варенном и Генрихом Алеманским, чтобы захватить земли мятежного Роберта де Феррерса, графа Дерби, которые были переданы принцу Эдмунду, второму сыну короля. В 1267—1268 годах король наконец-то заменил Валенсу денежную выплату в 500 фунтов на земли — главным образом в Восточной Англии.

### Крестовый поход
На заседании парламента в Нортгемптоне 24 июня 1268 года Валенс, который ещё в 1264 году помирился с принцем Эдуардом, принял вместе с ним и Джоном де Варенном и Генрихом Алеманским крест. В соответствии с одним из самых ранних известных военных контрактов Валенс обязался взять себе на службу 19 рыцарей за 2000 марок.
В июле 1268 года Валенс посетил Пембрук, а весной 1270 года — Ирландию, где он взял на себя опеку над наследником Мориса Фицджеральда, которую он вместе с дочерью Агнес купил у другого крестоносца — Томаса де Клера.
В Крестовый поход в Святую землю Валенс отправился вместе с принцем Эдуардом 20 августа 1271 года. О его достижениях во время похода ничего не известно, однако там он приобрёл крест с золотым подножием, усыпанным изумрудами, который позже его невестка завещала Вестминстерскому аббатству. После того как на принца Эдуарда в Акре было совершено покушение, Валенс был назначен одним из исполнителей его завещания, датированного 18 июня 1272 года.
Валенс покинул армию Эдуарда ещё до завершения Крестового похода — в августе 1272 года. Вероятно, он опасался за сохранность своих имений, находившихся в руках его старого врага — графа Глостера. В Лондон он прибыл 11 января 1273 года, раньше Эдуарда, ставшего к этому моменту королём Англии под именем Эдуард I.
7 июня Валенс со свитой незаконно охотился в Хэмпшире.

### Служба Эдуарду I

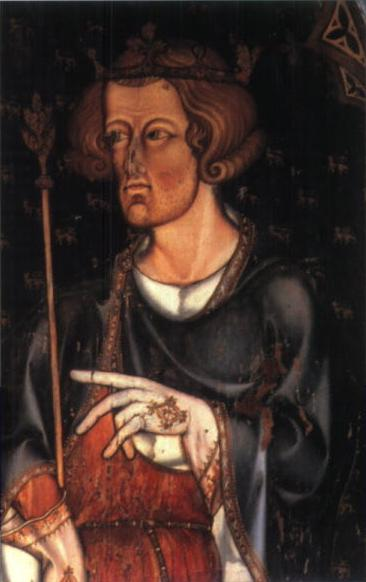
Эдуард I, король Англии

Во время правления Эдуарда I Валенс был одним из командующих во время королевских кампаний в Гаскони и Уэльсе. 3 сентября 1273 года он как представитель короля принял вассальную присягу от жителей Лиможа. После этого он какое-то время оставался в Гаскони вместе с Эдуардом I, но, по сообщению источников, 29 ноября вновь устроил незаконную охоту в Хэмпшире. В июле 1274 года Валенс возвратился в Лимож, чтобы выполнить данное королём обещание о защите города, назначив сенешаля и осадив замок виконтессы Лиможской в Эксе. 19 августа он участвовал в коронации Эдуарда I в Вестминстерском аббатстве, а 4 сентября вновь участвовал со свитой в незаконной охоте в Хэмпшире.
В феврале 1275 года Валенс в Париже был представителем Эдуарда I на заседании парламента, где рассматривались претензии восставшего против английского короля Гастона VII Беарнского, причём на заседании Гастон потребовал судебного поединка лично с Эдуардом.
В мае 1275 года Валенс вернулся к Эдуарду I, который назначил его констеблем замка Килгерран и предоставил опеку над наследниками Роджера де Сомери при условии, что он выплатит часть долгов короля.
Летом 1277 года Валенс принял участие в валлийской кампании против Лливелина ап Грифида, играя при этом значительную роль — он с принцем Эдмундом возглавлял вторую армию, двигавшуюся по побережью от Пембрука. 25 июля Валенс и Эдмунд достигли Аберистуита, где заложили новый замок. Затем они преследовали Лливелина на север, в Сноудонию. 3 октября Валенс вернулся в Пембрук, но к 27 декабря он был в Марвелле в Хэмпшире.
В 1278 году Валенс в основном исполнял обязанности судьи. В июне 1279 года король вновь послал его в Гасконь. Там Валенс отправился в Ажене, уступленную Англии по условиям Амьенского мирного договора, чтобы обеспечить присоединение области. 8 августа он прибыл в Ажен, где через 2 дня назначил сенешалем Жана де Грайи. В ноябре он отправился в посольство к королю Кастилии, но в январе 1280 года вернулся в Ажен, где начал строительство Турнона и Валенс-д’Ажен. 6 июня Валенс вернулся в Лондон и пробыл в Англии последующие 2 года.
В июле 1282 года Эдуард I назначил Валенса командующим армией в западном Уэльсе во время нового восстания Лливелина ап Грифида. На этом посту он сменил графа Глостера. Тогда же король передал на год Валенсу опеку над Джоном де Гастингсом, бароном Абергавенни, женатом на его дочери. В этой кампании 16 июня погиб наследник Валенса — Уильям де Валенс Младший, попавший в засаду около Лландейло. 6 декабря Валенс в Кармартене собрал новую армию для отражения последней вылазки Лливелина, убитого 11 декабря, а в январе он подавил остатки восстания в Кардиганшире.
В апреле 1283 года Валенс с армией, в которой было более 1000 человек, выступил из Аберистуита и после десятидневной осады захватил замок Бере — последнюю цитадель Давида ап Грифида. С сентября и до рождества 1284 года он сопровождал короля во время его триумфальной поездки по Уэльсу. При этом король не стал вознаграждать своих соратников землями и привилегиями в Уэльсе.

### Последние годы
С сентября 1286 до июня 1289 года Валенс сопровождал короля в Гасконь. Во время этой поездки в ноябре 1286 года он заболел лихорадкой в Сентонже.
В сентябре 1289 года Валенс помог договориться в Солсбери о браке между принцем Эдуардом и малолетней королевой Шотландии Маргарет Норвежской Девой.
Осенью 1290 года главный констебль Хамфри де Богун, граф Херефорд, возбудил против графа Глостера судебный процесс из-за нападений последнего на владения Херефорда. Эдуард I решил воспользоваться этим, чтобы разрушить «обычаи марок». Для ведения дела он назначил четверых судей, в том числе и Валенса. Судебное разбирательство длилось с января по март 1291 года, в качестве истцов были вызваны все лорды валлийских марок. Поскольку граф Глостер на суд не явился, он был признан виновным в оскорблении величества. В сентябре король собрал заседание парламента в Абергавенни, где и Херефорд, и Глостер были признаны виновными и приговорены к заключению и конфискации их владений, но после покаяния Эдуард I облегчил приговор, конфисковав только ряд владений пожизненно и к штрафу. Валенс с другими лордами марок, опасаясь дальнейших нападений на их привилегии, вмешались, чтобы не дать королю привести приговор в исполнение, в результате владения были возвращены, а штраф никогда не платился.
В августе Валенс принимал участие в предварительных слушаниях по поводу наследования шотландского престола в Берике. 10 декабря он в Вестминстерском аббатстве засвидетельствовал королевский акт о передаче сердца покойного Генриха III аббатисам Фонтевро для перезахоронения.
5 февраля 1292 года Валенс был назначен королём одним из пятерых членов комиссии для урегулирования турниров в соответствии с оружейным правом. В августе он сопровождал короля в Норем, где Эдуард I объявил о том, что право наследования шотландского престола должно решаться согласно английскому законодательству, а также утвердил королём Шотландии Джона де Баллиола.
В октябре в Берике Валенс в числе других лордов марки предоставил королю пятнадцатую часть при условии, что это не будет прецедентом.
В октябре 1294 года Валенс вместе с графом Норфолком был послан Эдуардом I в южный Уэльс для подавления восстания Мадога ап Лливелина.

### Смерть

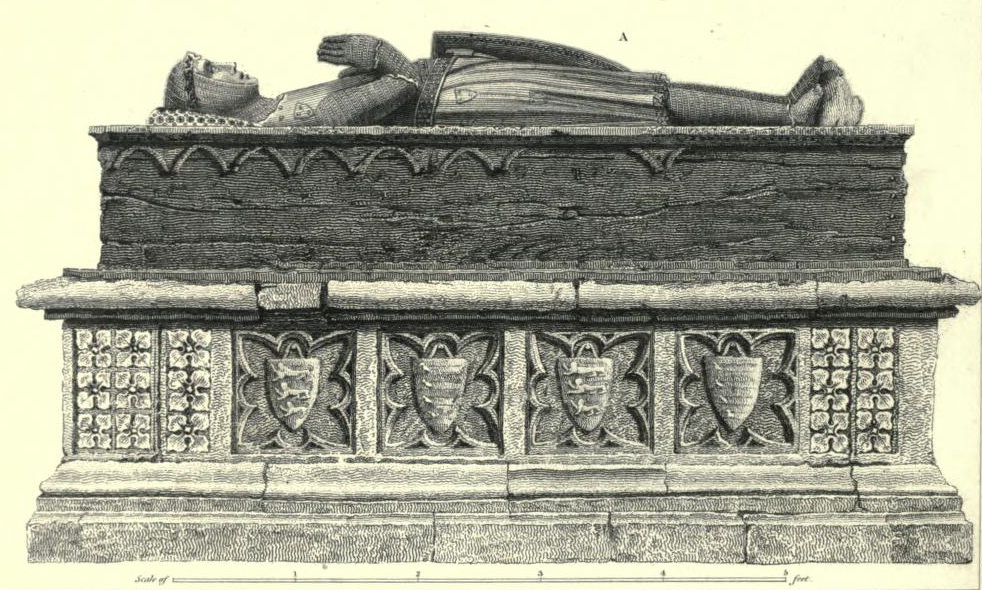
Гробница Уильяма де Валенса в Вестминстерском аббатстве. Иллюстрация из книги Edward Wedlake Brayley. The History and Antiquities of the Abbey Church of St. Peter, Westminster, vol. 2. — 1823

В январе 1296 года Валенс вместе со своим наследником Эмаром был отправлен с посольством в Камбре в окончившейся неудачей попытке переговоров между Эдуардом I и французским королём Филиппом IV. Хотя он уже был стар, вероятно, там он оказался вовлечён в схватку, поскольку он был ранен. По возвращении в Дувре жена выслала ему навстречу носилки. Джон Лиланд приводит сообщение, что Валенс был убит 13 мая в Байонне, однако это сообщение, вероятно, неправильное. Валенс умер 16 мая в своём поместье Браборн в Кенте.
Похоронили Валенса в Вестминстерском аббатстве. Считается, что первоначально его гробница была размещена в капелле Святого Эдуарда Исповедника рядом с могилами его детей, но затем она была перемещена в капеллу Святого Эдмунда и Святого Томаса Мученика. Сверху каменной гробницы располагалось дорогое надгробье из дуба работы иностранного мастера, на котором было вырезано деревянное изображение Валенса, покрытое медными пластинами с позолотой, с полным доспехом, гербом и надписью, украшенными лиможской эмалью. В настоящее время большая часть покрытия утрачена.
Имея скромный доход (поместья приносили ему около 1500 фунтов в год, ещё 1000 приносили различные должности), Валенс не мог проводить самостоятельную линию и иметь большую свиту. Его пожалования также были скромными: в основном аббатству Пембрук, кроме того, он основал госпиталь в Тенби.
Хотя Валенса в царствование Генриха III и поносили как «чужака», однако его интересы в большей части лежали всё же в Англии. В эпитафии хрониста аббатства Данстейбл Валенс назван «достаточно верным английскому трону» (лат. satis fidelis regno Anglie). Кроме того, плохая репутация Валенса во многом преувеличена. Так, в 1270 году он оказался достаточно честным, чтобы не раскрыть содержание личного письма.
Джоан де Мунченси, графиня Пембрук, вдова Валенса, пережила мужа почти на 10 лет. Из их троих сыновей старший, Джон, умер ребёнком и был похоронен в капелле Святого Эдуарда Исповедника Вестминстерского аббатства. Второй сын, Уильям Младший, погиб в валлийской кампании 1282 года и, вероятно, был похоронен в аббатстве Дорчестер (Оксфордшир). Младший сын, Эмар, после смерти отца унаследовал Монтиньяк, а после смерти матери унаследовал титул графа Пембрука. Также у Валенса было 4 дочери, 3 из которых, Агнес, Изабелла и Джоан, были выданы замуж за разных аристократов, а четвёртая, Маргарет, умерла ребёнком и была похоронена в капелле Святого Эдуарда Исповедника рядом с братом Джоном.

## Брак и дети
Жена: до 13 августа 1247 года Джоан де Мунченси (ум. 1307), дочь Уорена II де Мунченси, барона Сванскомба, и Джоан Маршал. Дети:
- Жан (Джон) де Валенс (ум. январь 1277);
- Гильом (Уильям) Молодой де Валенс (ум. 16 июня 1282), сеньор де Монтиньяк и де Беллак;
- Эмар де Валенс (ок. 1270 — 23 июня 1324), сеньор де Монтиньяк с 1296 года, лорд Валенс с 1299 года, 2-й граф Пембрук с 1307 года;
- Маргарита де Валенс (ум. ребёнком);
- Агнес де Валенс (ум. 2 января 1310), дама де Дамфализ; 1-й муж: Морис Фицджеральд (ум. 1268), 3-й барон Оффейли; 2-й муж: сэр Хью Баллиол (ок. 1237/1240 — до 10 апреля 1271), 6-й барон Боуэлл; 3-й муж: Жан д’Авен (ум. 18 февраля 1283), сеньор де Бомон;
- Изабелла де Валенс (ум. 5 октября 1305); муж: с 1275 года Джон де Гастингс (6 мая 1262 — 10 февраля 1313), 1/2-й барон Гастингс с 1295 года, лорд Абергавенни с 1273 года;
- Джоан де Валенс; муж: ранее 1291 года Джон III «Рыжий» Комин (ум. 10 февраля 1306), лорд Баденох и Лохабер с 1302 года.

## Комментарии
1. ↑  Маргарет была внучкой Александра III, последнего представителя шотландской королевской династии. Однако брак с наследником английского престола не состоялся, поскольку Маргарет умерла по пути из Норвегии в Шотландию. В итоге разгорелся длительный спор за шотландское наследство, арбитром в котором выступил Эдуард I, решивший воспользоваться этим для подчинения Шотландии Англии[8].